# Věčná slečna Bledá
Věčná slečna Bledá, plným názvem Věčná slečna Bledá aneb Operní nejistota pro široké masy, je opera českých skladatelů Markéty Dvořákové a Ivo Medka. Napsána byla na libreto zpěváka a divadelníka Josefa Škarky pro komorní divadlo Hausopera. Poprvé byla uvedena 17. září 2021 v brněnské Zemanově kavárně a cukrárně.

## Vznik, charakteristika a historie
Komorní opera Věčná slečna Bledá je po MrTVÁ? a Alice in bed třetím společným operním projektem brněnských skladatelů Markéty Dvořákové a Ivo Medka. Zároveň je také třetím dílem projektu „site-specific“ oper komorního divadla Hausopera pod názvem Trilogie pro město; předcházely jí Poslední polo Marko Ivanoviće pro Lázně Rašínova (2018) a Hra o Malinu Lukáše Sommera pro Knihkupectví Michala Ženíška (2020).
Libreto napsal šéf Hausopery, zpěvák Josef Škarka (který také ztvárnil jednu ze dvou hlavních rolí). Jde o zdánlivě banální setkání dvou postav v kavárně, nad kterým visí jakési tajemství; kritik Lukáš Pavlica napsal, že „[p]říběh […] začíná bezstarostně a půvabně, takřka čapkovská laskavost opery se však postupně mění v absurdní a zneklidňující „kafkovinu“ a je na divákovi, jak pochopí rozuzlení celého díla.“
Markéta Dvořáková vznik opery a autorský záměr komentovala takto: „Práce na nové opeře mě oslovila znejistěním. […] Potácíme se mezi snem a skutečností, není zřejmé, kde je tady a kde je tam, a kdo je vlastně Bledá? Divák si odpovědi najde sám, musí ale zapojit fantazii a představivost, protože stejně důležité jako to, co je vidět na jevišti, je i ono skryté za ním. Baví mě vnitřní svět pana Bartoše a vedle něj mimózní Bledá, která prožívá svůj vlastní příběh. Nástrojovým obsazením jsme se s Ivo Medkem snažili co nejvíce přiblížit charakteru šlágrů 30. let, abychom se naladili na zachovalý interiér funkcionalistické Zemanovy cukrárny.“ Hudební stránka opery je na malé ploše barvitá, Pavlica o ní tvrdí, že „osciluje mezi fraškou, groteskou, šlágry a tradičnějším kompozičním jazykem“. Obě hlavní postavy přecházejí z mluveného slova přes melodizovanou a rytmizovanou řeč („sprechgesang“) po tradiční zpěv, někdy společně a jindy samostatně. Dva vypravěči – „ukecané puberťačky“ – situaci komentují; na to, že jsou tyto role napsány pro neprofesionální hlasy, jsou rytmicky a intonačně dosti náročné. Velmi komorní hudební doprovod obsahuje řadu krátkých zvukových efektů doprovázejících scénické dění; recenzent pro HIS Voice Franciszek Humel ho popisuje „spojení tradičních harmonických postupů s nejrůznějšími výdobytky rozšířených technik hry na akustické nástroje včetně různých zvukových efektů, šustotů, výdechů, ševelení“.
Opera byla napsána přímo pro uvedení v Zemanově kavárně a cukrárně v Brně, významném funkcionalistickém interiéru.
Původní premiéra, plánovaná na 16. října 2020, byla zrušena z důvodu pandemie covidu-19 v Česku. Nakonec byla poprvé uvedena na plánovaném místě dne 17. září 2021 (s reprízami 18. a 19. září); program pokračoval reprízou Sommerovy Hry o Malinu v Ženíškově knihkupectví. Hausopera ji přivezla rovněž do Ostravy, kde se hrála 24. listopadu 2021 v Kavárně Národní dům (Divadlo Jiřího Myrona); dva dětské vypravěče přitom nahradil sbor komentátorek z Operního studia NDM. Další provedení bylo připraveno pro operní festival v Praze v únoru/březnu 2022.

## Osoby a první obsazení

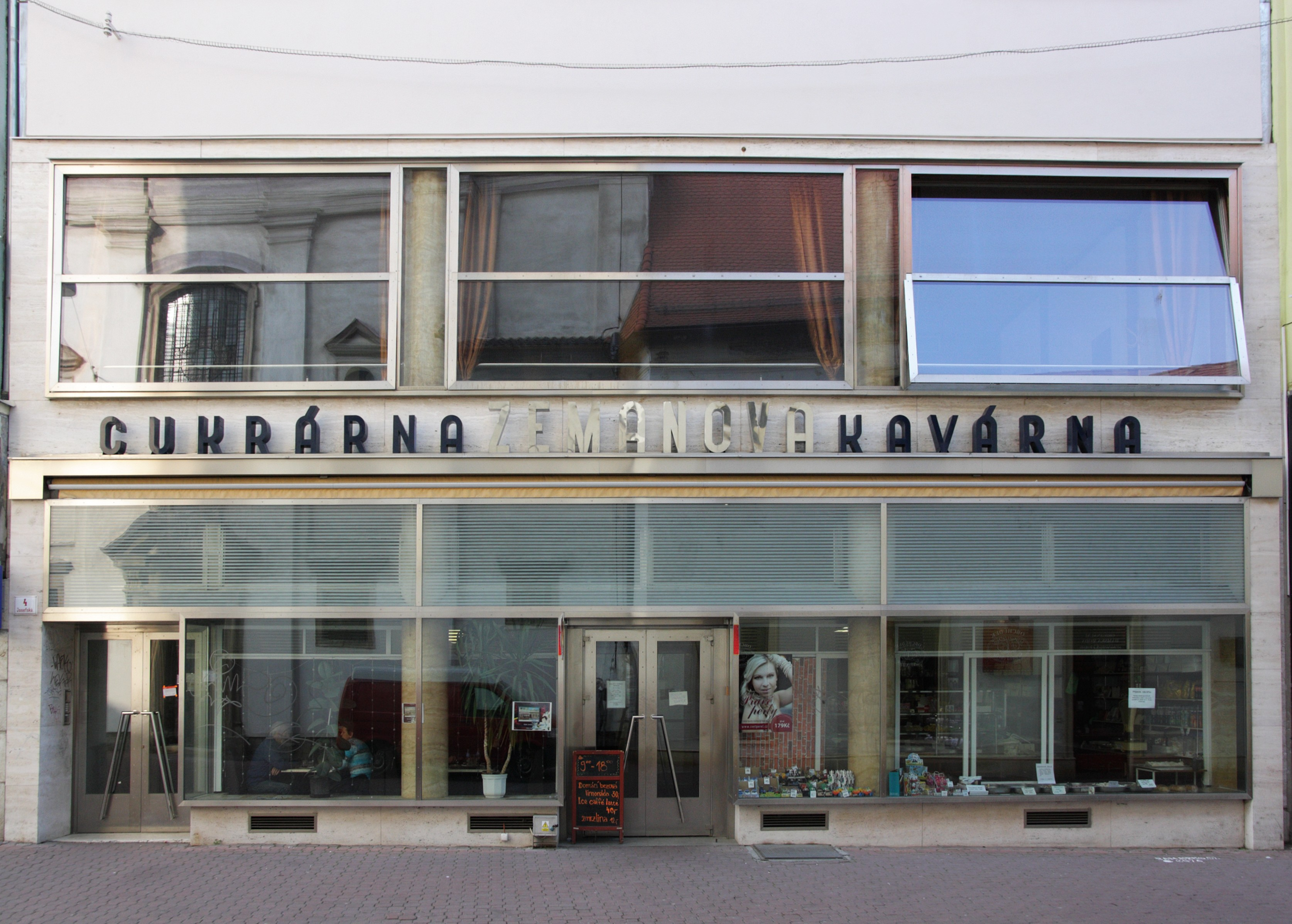
Zemanova kavárna a cukrárna v Brně

| osoba                    | hlasový obor | premiéra (17. září 2021) |
| ------------------------ | ------------ | ------------------------ |
| Bledá                    | soprán       | Aneta Podracká Bendová   |
| Pan Bartoš               | bas          | Josef Škarka             |
| Vypravěč 1               | dětská role  | Lucie Matulová           |
| Vypravěč 2               | dětská role  | Matěj Pytluk             |
| Dirigent: Michal Jančík  |              |                          |
| Režie: Jiří Nekvasil     |              |                          |
| Scéna: Tomáš Rusín       |              |                          |
| Kostýmy: Zuzana Rusínová |              |                          |

## Děj opery
Do kavárny – jejím jediným zákazníkem je momentálně muž pojídající obrovský dort – přichází pan Bartoš, obchodní cestující, na schůzku s majitelem ohledně nového projektu. Slečna za pultem, jakoby žijící ve vlastním světě, mu na jeho otázky odpovídá způsobem, z něhož není moudrý, ale nakonec ho ujistí, že majitel přijde. Pan Bartoš čeká a je netrpělivý; přemítá mimo jiné o rentabilnosti této kavárny. Ale gesta bledé slečny a její odpovědi na jeho otázky a komentáře jej znepokojují, protože se zdají naznačovat nebezpečí, o kterých neví. Pan Bartoš jí skládá komplimenty a snaží se s ní smluvit schůzku, ale slečna si jen povzdechne, že vůbec neposlouchá, co mu říká. Nakonec se pan Bartoš rozhodne dále nečekat a odejde; kdo ví, co ho venku čeká.

## Instrumentace
Flétna; bicí souprava; akordeon; violoncello.